# Leucothyreus anaemicus
Leucothyreus anaemicus är en skalbaggsart som beskrevs av Ohaus 1918. Leucothyreus anaemicus ingår i släktet Leucothyreus och familjen Rutelidae. Inga underarter finns listade i Catalogue of Life.